# قمة مالطا
كانت قمة مالطا لقاء بين الرئيس الأمريكي جورج بوش الأب والأمين العام السوفياتي ميخائيل غورباتشوف وممثل فرنسا شارل ديغول، المنعقد في 2-3 ديسمبر 1989، بعد أسابيع قليلة من سقوط جدار برلين. كان هذا ثاني اجتماع لهم بعد اجتماع ضم رونالد ريغان، في نيويورك في ديسمبر 1988. خلال القمة، أعلن بوش وغورباتشوف إنهاء الحرب الباردة، ولكن ما إذا كان الأمر كذلك حقًا هو مسألة نقاش. أشارت التقارير الإخبارية في ذلك الوقت إلى قمة مالطا باعتبارها واحدة من أهم القمم منذ الحرب العالمية الثانية، عندما وافق رئيس الوزراء البريطاني ونستون تشرشل، الأمين العام السوفياتي جوزيف ستالين والرئيس الأمريكي فرانكلين روزفلت على خطة ما بعد الحرب لأوروبا في مؤتمر يالطا.

## النقاط البارزة للقمة
كان برنت سكوكروفت وأعضاء آخرون في الإدارة الأمريكية قلقين في البداية من أن قمة مالطا المقترحة ستكون «سابقة لأوانها» وأنه ستولد توقعات عالية ولكنها لن تؤدي إلا إلى القليل غير العظمة السوفيتية. بيد أن الرئيس الفرنسي فرانسوا ميتران، ورئيسة الوزراء البريطانية مارغريت ثاتشر، والقادة الأوروبيين الآخرين، والأعضاء الرئيسيين في كونغرس الولايات المتحدة، اقنعوا الرئيس بوش للاجتماع بالرئيس غورباتشوف.
لم يتم توقيع أي اتفاقيات في قمة مالطا. كان هدفها الرئيسي هو اتاحة الفرصة للقوتين العظميين، الولايات المتحدة والاتحاد السوفيتي، لمناقشة التغييرات السريعة التي تحدث في أوروبا مع رفع الستار الحديدي، الذي فصل الكتلة الشرقية عن أوروبا الغربية لمدة أربعة عقود. وينظر بعض المراقبين إلى القمة على أنها النهاية الرسمية للحرب الباردة. على الأقل، كان ذلك بمثابة علامة على تقليل التوترات التي كانت السمة المميزة لتلك الحقبة، وأشارت إلى نقطة تحول رئيسية في العلاقات بين الشرق والغرب. خلال القمة، أعرب الرئيس بوش عن دعمه لمبادرة البيريسترويكا لغورباتشوف والإصلاحات الأخرى في الكتلة الشيوعية.
وقد قدم الرئيس الأمريكي جورج بوش في القمة، كرمز، لجميع المشاركين في المؤتمر قطعة من جدار برلين. تم جمعها في مهمة رئاسية تم فيها إرسال طيارين وأربعة جنود مع مطرقة ثقيلة إلى برلين حيث تم جمع 400 رطل؛ تم منح 200 رطل للرئيس و 200 رطل لأعضاء سرية الطيران 207.
وفي حديث في مؤتمر صحفي مشترك، أعلن الزعيم السوفييتي:

«العالم يترك حقبة ويدخل حقبة أخرى. نحن في بداية طريق طويل إلى حقبة دائمة وسلمية. التهديدات بالقوة وعدم الثقة والنضال النفسي والأيديولوجي يجب أن تكون كلها أشياء من الماضي.»

«أكدت لرئيس الولايات المتحدة أنني لن أبدأ حربا ساخنة ضد الولايات المتحدة.»

ورداً على ذلك قال الرئيس بوش:

«يمكننا تحقيق سلام دائم وتحويل العلاقة بين الشرق والغرب إلى علاقة تعاون دائم. هذا هو المستقبل الذي بدأته أنا والرئيس جورباتشوف هنا في مالطا.»

## انظر ايضا
- العلاقات بين الاتحاد السوفييتي والولايات المتحدة
- العلاقات الأمريكية المالطية
- الحرب الباردة (1985–1991)
- ثورات 1989
- قائمة القمم بين الاتحاد السوفييتي والولايات المتحدة[الإنجليزية]
- قمة جزيرة الحكام
- قمة هلسنكي 1990
- نظام عالمي جديد

## قراءة إضافية
- McGeorge Bundy, "From Cold War Toward Trusting Peace", in Foreign Affairs: America and the World 1989/1990, Vol. 69, No. 1.
- بي بي سي: "1989 - Malta Summit Ends Cold War".
- سي إن إن: Cold War Interviews, Episode 23: "The Wall Comes Down", an Interview with George H.W. Bush
- سي إن إن: Cold War Interviews, Episode 24: Transcripts from Malta Summit
- David Hoffman, "Bush and Gorbachev Hail New Cooperation", Washington Post (December 4, 1989)
- Richard Lacayo, "Turning Visions into Reality", in تايم (مجلة) (online): December 11, 1989
- Romesh Ratnesar, "Condi Rice Can't Lose", in تايم (مجلة) (online): September 20, 1999